# 小針神社
小針神社（こばりじんじゃ）は、埼玉県北足立郡伊奈町の神社。

## 歴史
創建年代は不明であるが、1636年（寛永13年）に加藤将監が八幡社を創建または中興したという。加藤家は地元の羽貫村の名主であり、当社は加藤家によって護持されてきた。
明治初期、近代社格制度に基づく「村社」に列せられ、1907年（明治40年）の神社合祀により、周辺の33社が合祀された。その際に、「八幡社」から「小針神社」に改称した。
当社の氏子区域は羽貫・小針内宿・小針新宿・大針の4地区であり、それぞれの地区より2人の総代が選出され、その中から正副総代長が互選されている。

## 文化財
- 杉（伊奈町指定天然記念物 平成2年8月20日指定）[3]

## 交通アクセス
- 羽貫駅より徒歩8分。